# Prepotto
Prepotto (friuli nyelven: Prepot, régi friuli nevén: Pràpot, szlovénül: Prapotno) település Olaszországban, Friuli-Venezia Giulia régióban, Udine megyében. Lakosainak száma 707 fő (2023. január 1.). Prepotto Cividale del Friuli, Dolegna del Collio, San Leonardo, Stregna, Corno di Rosazzo, San Pietro al Natisone, Brda és Kanal ob Soči községekkel határos.

## Népesség
A település népességének változása:
| Lakosok száma | 763  | 753  | 707  |
|               | 2017 | 2018 | 2023 |